# Ernst Hornig
Ernst Hornig (* 25. August 1894 in Kohlfurt; † 5. Dezember 1976 in Frankfurt am Main) war Präses bzw. Bischof der Evangelischen Kirche von Schlesien mit Sitz in Görlitz.

## Leben
Ernst Hornig war Sohn eines Reichsbahnbeamten. Er studierte nach dem Ersten Weltkrieg in Halle (Saale) und Breslau evangelische Theologie. Er wurde vom Generalsuperintendenten Theodor Nottebohm am 25. Juli 1923 ordiniert und bekam als Segenspruch aus dem 2. Brief des Paulus an die Korinther, Kapitel 4, den Vers 7. Nach der Ordination und einer kurzen Tätigkeit in Friedland (Schlesien) übernahm er eine Pfarrstelle an St. Barbara in Breslau (1928–1946). Somit wurde er zum Zeitzeugen für Geschehen der eingeschlossenen Festungsstadt.
Zusammen mit Pfarrer Martin Niemöller gründete er in Berlin am 21. September 1933 den Pfarrernotbund, eine Verteidigungs- und Widerstandsorganisation gegen den deutsch-christlichen und nationalsozialistischen Einfluss in der Evangelischen Kirche Deutschlands. Die Mitglieder des Pfarrernotbundes sahen eine Verletzung der Bindung an die Heilige Schrift und das reformatorische Bekenntnis durch die Anwendung des staatlichen Arierparagraphen auf den kirchlichen Bereich als gegeben. Sie wussten sich auch verpflichtet, den Amtsbrüdern finanziell zu helfen, die wegen ihrer bekenntnistreuen Haltung amtsenthoben oder in den Ruhestand versetzt worden waren und Gerichtsgebühren und Geldbußen aufzubringen hatten.
Hornig trug maßgeblich zum Druck und der Verbreitung einer an Adolf Hitler gerichteten Denkschrift bei, die 1936 veröffentlicht wurde und in der internationalen Presse große Beachtung fand, weil sie die Unvereinbarkeit des christlichen Glaubens mit der nationalsozialistischen Rassenlehre feststellte und die widerrechtlichen Verhaftungen von politischen Gegnern und ihre Verbringung in Konzentrationslager anprangerte. Im gleichen Jahr wurde Hornig als stellvertretender Präses in das Leitungsgremium der Naumburger Synode gewählt. Die Staatskritik der Bekennenden Kirche, wie sie von Hornig vertreten wurde, richtete sich gegen die Außerkraftsetzung von sittlichen Normen, gegen die von staatlichen Behörden angeordnete Tötung der Geisteskranken und gegen die aus rassischen Gründen vollzogene Vernichtung der Juden, die seit 1942 Holocaust genannt wird.
Gemeinsam mit Joachim Konrad und den katholischen Geistlichen Joseph Ferche und Domherr Joseph Kramer  führte Hornig am 4. Mai 1945 ein entscheidendes Gespräch mit dem Festungskommandanten Hermann Niehoff, das zur Übergabe der Festung am 6. Mai 1945 führte. Er gab einen anschaulichen Augenzeugenbericht von der dreimonatigen Festungszeit in der von sowjetischen Truppen eingeschlossenen Stadt Breslau und der Kapitulation der Stadt.
Noch während nach dem Ende des Zweiten Weltkrieges die deutsche Bevölkerung aus Schlesien gewaltsam vertrieben wurde, konnte die altpreußische Kirchenprovinz Schlesien 1946 im bereits polnischen Świdnica (Schweidnitz) ihre erste Provinzialsynode nach dem Kriege abhalten. Hornig wurde Ende 1946 ausgewiesen, die in Wrocław (Breslau) verbliebenen Konsistorialmitglieder Anfang 1947. Darum verlegte die schlesische Kirchenleitung ihren Sitz nach Görlitz in die damalige Sowjetische Besatzungszone, wo die Kirchenprovinz Schlesien 1947 als Evangelische Kirche von Schlesien eine selbstständige Landeskirche wurde, mit Ernst Hornig als Bischof. Sie geriet dort aber schon bald in Konflikt mit den örtlichen Behörden und der SED-Regierung in Ost-Berlin. Davon war Bischof Hornig auch persönlich durch wiederholte Angriffe in der staatlichen Presse und durch die Verweigerung einer Ausreisegenehmigung zur Teilnahme an der 3. Vollversammlung des Ökumenischen Rats der Kirchen (1961) in Neu-Delhi (Indien) betroffen.
Bei dem Aufstand, der 1953 große Teile der DDR-Bevölkerung erfasste, setzte sich Hornig für die Freiheits- und Menschenrechte ein.
Von der Theologischen Fakultät der Universität Kiel wurde ihm in Würdigung seiner Verdienste um den kirchlichen Aufbau und für seinen Einsatz für die Ökumene die Ehrendoktorwürde verliehen (1955).
Sein Nachfolger im Görlitzer Bischofsamt war Hans-Joachim Fränkel, mit dem ihn eine enge Freundschaft und weitgehend gleiche Überzeugungen in kirchlichen und politischen Fragen verbanden.
Seinen Ruhestand verbrachte Hornig seit 1964 in Bad Vilbel (Hessen) und nutzte ihn zu wissenschaftlicher Tätigkeit.

## Veröffentlichungen
- Der Weg der Weltchristenheit. 2. Auflage. Stuttgart 1958
- Breslau 1945. Erlebnisse in der eingeschlossenen Stadt. München 1975
- Die Bekennende Kirche in Schlesien 1933–1945. Geschichte und Dokumente. Göttingen 1977
- Rundbriefe aus der Evangelischen Kirche von Schlesien 1946–1950. Hrsg. v. Dietmar Neß. Sigmaringen 1994
- Die schlesische evangelische Kirche 1945–1964. Hrsg. v. Manfred Jacobs. Görlitz 2001
- Rezension: Aus der Hölle von Gurs. Die Briefe der Maria Krehbiel-Darmstädter 1940–1943. In: FAZ, 3. August 1971

## Ehrungen
- 1971: Schlesierschild der Landsmannschaft Schlesien